# Champsocephalus gunnari
El draco rayado (Champsocephalus gunnari) es una especie de pez bentopelágico que se encuentra en el Océano Austral y en las aguas más meridionales del Océano Atlántico. Se encuentran principalmente cerca de las islas Heard y McDonald, el archipiélago de Kerguelen e islas en el Atlántico sur como San Pedro  en las Georgias del Sur y Bouvet. La especie también habita en las aguas del norte de la Península Antártica. Viven a profundidades de 0 a 0-700 metros (0-2296,6 pies), pero se encuentran comúnmente a profundidades de 30 a 250 metros (98,4 a 820,2 pies).

## Taxonomía
El draco rayado fue descrito formalmente por primera vez en 1905 por el zoólogo sueco Einar Lönnberg con la localidad tipo dada como Georgias del Sur. El nombre específico gunnari honra al arqueólogo, geólogo, paleontólogo Johan Gunnar Andersson, quien fue líder de la Expedición Antártica Sueca, en la que se recolectó el ejemplar tipo.

## Descripción
El draco rayado tiene un cuerpo alargado en forma de huso con branquias blanquecinas y un color plateado azulado. Tiene un hocico alargado y una boca grande con dientes pequeños. Las aletas dorsales son negras en los adultos y las segundas aletas caudales y las aletas anales de los machos adultos tienen márgenes blancos distintivos. El draco rayado puede crecer hasta 66 cm (26,0 plg) en longitud estándar, pero es más comúnmente alrededor de 35 cm (13,8 plg). Tiene un peso máximo publicado de 2 kg (4,4 lb). Esta especie es notablemente más pequeña en las Islas Kerguelen, donde solo alcanza los 45 cm (17 pulgadas).

## Ecología

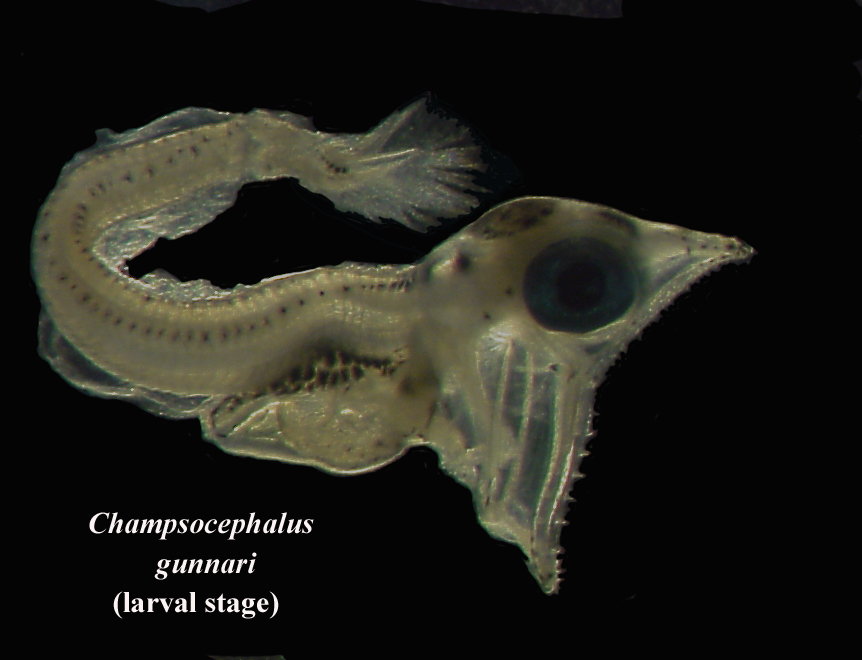
Etapa larval

Esta especie tiene una esperanza de vida máxima de 15 años y se alimenta de krill (que constituye más del 95% de la dieta en las zonas más al sur) y mísidos. También capturan mictófidos, al menos en Georgias del Sur y las islas Kerguelen. A su vez, son depredados por aves marinas, focas y otros notótenos. Esta especie practica la migración vertical diaria y se desplaza en cardúmenes. Esta especie, que alcanza la madurez reproductiva a los 3 o 4 años de edad, es un reproductor sincrónico y se reproduce en el otoño e invierno del hemisferio sur. Los machos sexualmente maduros tienen una aleta dorsal significativamente más alta que las hembras. Esta especie se mueve hacia la costa para desovar. Las hembras producen de 10 000 a 20 000 huevos grandes que permanecen en el lecho marino durante unos 3 meses antes de eclosionar. La eclosión tiene lugar de agosto a octubre en Georgias del Sur y en octubre alrededor de las Islas Kerguelen. Las larvas tienen una larga fase pelágica.

## Relación con los humanos
Esta especie tiene una carne ligeramente aceitosa, pero de sabor suave y de excelente calidad, y es de importancia para la pesca comercial, con capturas en 2007 por un total de 4364 toneladas (4810 toneladas). Su objetivo principal es la pesca de arrastre de fondo. Debido a la sobrepesca histórica (solo en el año 1978 se desembarcaron más de 168 mil toneladas de este pescado), la Organización de las Naciones Unidas para la Agricultura y la Alimentación (FAO) considera que la especie está "agotada", sin embargo, el Marine Stewardship Council ha certificado la pesquería del draco rayado de la isla Heard como sostenible y bien gestionada. Esta pesquería está certificada desde 2006.